# БраZерс
Бра́ZZepc (БраZерс / БраЗерс) — український рок-гурт з міст Київ та Біла Церква. Створений наприкінці 2008 року двома рідними братами Ксандром та Семом. Стиль, яким характеризують музиканти свою творчість, є power-pop-rock-electronica. Мови виконання — українська, російська, англійська.

## Заснування
У 2008 році брати Ксандр (доктор БраZерс) та Сем (mr. ActioN), кинувши дитячі кубики з літерами і таким чином придумавши назву, оголосили про створення гурту «БраЗерс».
Пізніше цифра «3» була замінена на латинську «Z» для додання ефектності логотипу.
До цього часу Ксандр, крім музичної школи, набирався досвіду в шкільному гурті «S.T.E.K.», гурті «ИзБис» та університетському «Consilium-M». Також співав в народному хорі ансамблю «Трембіта» та грав в декількох командах КВК (в тому числі збірній Буковинського державного медуніверситету «Колеги» та збірній м. Чернівці «ПО БЕДА»).
Сем, займається фотографуванням, також навчався в музичній школі по класу гітара та до 2008 року вже мав деякий досвід в створенні електронної музики.
З 2009 по 2011 роки команда, залучаючи сесійних музикантів, виступає на численних концертних майданчиках і клубах Україні.
В квітні 2011 року дует доповнився трьома музикантами та став повноцінним рок-гуртом.
З 2016 року, з виходом нового альбому "Таймер", гурт приймає рішення додати ще одну літеру "Z" у назву. І з цього моменту всі релізи підписані, як "БраZZерс"

## Склад гурту
До складу групи входять:
- Ксандр Літвіненко (Доктор БраZерс) — вокаліст
- Сем Літвіненко (Містер Екшин) — вокаліст
- Віталій Лисинюк — гітара
- Антон Мілка (Містер Басист) — бас-гітара
- Олександр Шевченко — ударник

### Колишні учасники
- Олексій Довгополий був першим драмером протягом 2011 року, є автором музики до пісень «Таймер» та «Уікенд»
- Дмитро Остроушко (запис пісні «Электрический свет» та гітарна партія)
- Володимир Павловський (гітара в пісні «Кармакона»)
- Оксана Згарда (бек-вокал в піснях «Кармакона», «Нова тенденція»)
- Ірина Дем'яненко (клавішні в пісні «Тоска»)
- Валерій Ососов - драмер

## Діяльність групи

### Участь у проектах
- Ксандр БраZерс лауреат фестивалю авторської пісні та співаної поезії «Срібна підкова» ’99[5]
- переможець фестивалю «Студентська пісня» (Чернівці 2000)
- гурт БраZерс переможці фестивалю «Сесія» (2009) Бориспіль[6]
- «DJUICE — Адреналін» (2009) Біла Церква[7]
- організатори та ведучі Міжнародного фестивалю сучасних мистецтв Сесія-2010
- брали участь разом з світовими зірками Крісом Норманом (Chris Norman), T-Type, In-Grid, Чайф, у «Великому фестивалі пива» (2010) Київ[8]
- призери конкурсу «Українські тижні» в номінації «Музика», лідери серпня, вересня, жовтня.[9]
- переможці інтернет голосування фестивалю «Кино-сначала» 2011, (Судак, Крим), де брали участь разом з гуртами Ю-Питер и В.Бутусов, Брати Карамазови[10]
- члени журі Всеукраїнських дитячих фестивалів «Зорецвіт»[11] 2010, «Країна зірок»[12] 2012, конкурсу «Король и королева бала»[13] 2012
- ведучі радіо-програми «Куточок плагіату» в рамках програми «Пелехата-хата»[14] радіо «Буковина»
- у серпні 2011 року було відзнято і в травні 2012 року БраZерс презентували свій дебютний відеокліп на кавер-версію пісні В. Цоя «Я иду по улице», який присвятили 50-річчю з Дня Народження цього музиканта
- пісня «Я иду по улице» є лідером хіт-параду «Стартер»[15] ресурсу музичної компанії Navsi100.com протягом декількох тижнів, та є в ротації багатьох інтернет та FM-радіостанцій України та ближнього зарубіжжя
- в лютому 2012 року БраZерс знімають кліп на пісню «Драглюй!»
- весна-осінь Ксандр озвучує одну с головних ролей в аудіофільмі «Ниже — только вверх!»[16]
- Ксандр та Сем беруть участь у інтелект-шоу «Хто вартий більшого»[17] на ТРК Україна (ефір від 29.09.13)
- 15 вересня 2013 реліз другого офіційного кліпу на пісню «Тоска»
- 24 лютого 2014 року - Великий сольний концерт в Київському академічному обласному музично-драматичному театрі ім. Саксаганського
- 24 серпня 2014 року реліз концертного відео на пісню "Україна Вставай"
- 30 січня 2015 року реліз кліпу на пісню "ДраGлюй" в мережі інтернет
- 5 жовтня 2016 року на iTunes виходить перший офіційний EP-альбом "Таймер"

### Диски
- Сессия 2010
- Чарт fm Свежий Хит 2011
- Демо-альбом «Inception» 2011
- Таймер (2016) [Архівовано 9 листопада 2016 у Wayback Machine.]

### Відео
1. Кармакона (концертне відео), 2010 рік[18]
2. Видеооткрытка от БраZерс, 2011 рік[19]
3. Уикенд (Live), 2012 рік[20]
4. Я иду по улице (cover), 2012 рік[21]
5. Тоска, 2013 рік[22]
6. Україна Вставай! (2014)[23]
7. Драглюй! (2015)[24]